# Dixième gouvernement de Nouvelle-Calédonie
Nouvelle-Calédonie
Gouvernement Martin III Gouvernement Martin V
Le dixième gouvernement de la Nouvelle-Calédonie formé depuis les Accords de Nouméa, dit quatrième gouvernement Martin ou gouvernement Martin IV, est élu par le Congrès le 17 mars 2011. Le neuvième gouvernement (dit « troisième gouvernement Martin »), était démissionnaire de plein droit depuis le jour même de sa formation, le 3 mars, du fait de la démission en bloc des membres de la liste Calédonie ensemble présentée  pour l'élection de cet exécutif. Le 11 mars, le Congrès a fixé, par délibération, le nombre de membres du nouveau gouvernement à former à 11, soit le maximum prévu par la loi organique. Comme deux semaines auparavant, et selon le même but (celui de pousser l'État à dissoudre le Congrès et les Assemblées de Provinces), le mouvement Calédonie ensemble annonce la démission de ce gouvernement le jour même de son élection de Philippe Gomès et de l'ensemble de ses suivants de liste, provoquant une nouvelle fois la chute de l'exécutif. Son successeur doit être élu sous quinze jours, période pendant laquelle il continue à gérer les affaires courantes. La répartition des secteurs est opérée le 22 mars 2011, reprenant le système des « pôles de compétences » initié dans le gouvernement précédent.

## Gouvernement précédent
Troisième gouvernement Martin

## Gouvernement suivant
Cinquième gouvernement Martin

## Candidatures et élection

### Listes
Les candidats indiqués en gras sont ceux membres du Congrès, élus en 2009.

### Résultats
|       | Liste                                   | Votes | %     | Sièges au Gouvernement | Détail du vote |
| ----- | --------------------------------------- | ----- | ----- | ---------------------- | --- |
|       | « Entente » du FLNKS                    | 17    | 31,48 | 4                      | Les 12 du groupe FLNKS (9 UC, 1 Palika, 1 RDO, 1 UC Renouveau), 4 Travaillistes et 1 LKS (Nidoïsh Naisseline)                                   |
|       | Rassemblement-UMP - Avenir ensemble-LMD | 16    | 29,63 | 3                      | Les 13 Rassemblement-UMP, 3 sur 4 Avenir ensemble                                                                                               |
|       | Calédonie ensemble                      | 15    | 27,78 | 3                      | Les 10 Calédonie ensemble, Les 2 LMD, 1 sur 4 Avenir ensemble (Corine David), 1 RPC (Jean-Luc Régent), 1 non inscrite ex-RPC (Nathalie Brizard) |
|       | UNI                                     | 6     | 11,11 | 1                      | Les 6 du groupe UNI (tous Palika) |
| Total | Total                                   | 54    | 100   | 11                     | - |

## Présidence et vice-présidence
- Président : Harold Martin
- Vice-président : Gilbert Tyuienon

## Composition

### Issus de la liste duRassemblement-UMPet de l'Avenir ensemble-LMD

#### Membre de l'Avenir ensemble
| Personnalité  | Secteurs de compétence | Autres fonctions                                                                      | Profession                    | Commune - Province  |
| ------------- | --- | ------------------------------------------------------------------------------------- | ----------------------------- | ------------------- |
| Harold Martin | Président Transport aérien international - Douanes - Agriculture, Élevage, Pêche Coopération régionale et Relations extérieures Coordination avec les Provinces - Suivi des décisions du Comité des signataires | Maire de Païta Président du Congrès Ancien président du gouvernement (2007-2009/2011) | Gérant d'organismes agricoles | Païta, Province Sud |

#### Membres duRassemblement-UMP
| Personnalité        | Secteurs de compétence | Autres fonctions              | Profession                                                     | Commune - Province   |
| ------------------- | --- | ----------------------------- | -------------------------------------------------------------- | -------------------- |
| Sonia Backes        | Énergie - Budget - Finances - Fiscalité - Économie numérique Questions liées à la Communication audiovisuelle - Commission du CSA-NC Enseignement supérieur - Recherche - Transfert de l'enseignement Porte-parole                                                                                   |                               | Informaticienne Fonctionnaire territorial Dirigeante syndicale | Nouméa, Province Sud |
| Jean-Claude Briault | Jeunesse - Sports - Jeux du Pacifique de 2011 Santé - Protection sociale - Suivi du Médipôle Dialogue social - Solidarité - Handicap - Questions de société Francophonie - Coordination avec les Provinces - Suivi des décisions du Comité des signataires Relations avec le Congrès et les communes | 6e adjoint au maire de Nouméa | Fonctionnaire, journaliste                                     | Nouméa, Province Sud |

### Issus de la liste du groupeFLNKS

#### Membres de l'UC
| Personnalité     | Secteurs de compétence | Autres fonctions | Profession                | Commune - Province      |
| ---------------- | --- | ---------------- | ------------------------- | ----------------------- |
| Gilbert Tyuienon | Vice-président Infrastructures publiques - Transports aérien domestique, terrestre et maritime - Mines Suivi du Schéma d'aménagement NC 2025 - Sécurité routière Coordination avec les Provinces - Suivi des décisions du Comité des signataires | Maire de Canala  | Fonctionnaire territorial | Canala, Province Nord   |
| Anthony Lecren   | Économie - Commerce extérieur - Développement durable Questions liées au Logement - Aménagement foncier - Transfert de l'ADRAF Recherche - Commission du CSA-NC - Relations avec le CES Porte-parole suppléant                                   |                  | Chargé d'affaires         | Mont-Dore, Province Sud |

#### Membre duParti travailliste
| Personnalité     | Secteurs de compétence | Autres fonctions | Profession                                            | Commune - Province      |
| ---------------- | --- | --- | ----------------------------------------------------- | ----------------------- |
| Georges Mandaoué | Travail et emploi - Insertion professionnelle - Formation Identité kanak et Affaires coutumières Coopération régionale et Relations extérieures - Dialogue social Relations avec le Sénat coutumier et les Conseils coutumiers | Conseiller municipal d'opposition de Houaïlou Ancien président du Sénat coutumier (2001-2002) Ancien sénateur coutumier de l'aire Ajië-Aro (1999-2009) | Autorité coutumière kanak Agent de l'OPT Syndicaliste | Houaïlou, Province Nord |

#### Membre duRDO
| Personnalité | Secteurs de compétence | Autres fonctions | Profession                    | Commune - Province      |
| ------------ | --- | ---------------- | ----------------------------- | ----------------------- |
| Yvon Faua    | Fonction publique - Qualité du service public et Simplification administrative Enseignement - Transfert de l'enseignement - Enseignement supérieur |                  | Instituteur Directeur d'école | Mont-Dore, Province Sud |

### Issus de la liste du groupeCalédonie ensemble

#### Membres non démissionnaires
| Personnalité     | Secteurs de compétence | Autres fonctions | Profession                                                              | Commune - Province   |
| ---------------- | --- | ---------------- | ----------------------------------------------------------------------- | -------------------- |
| Philippe Dunoyer | Réglementation des professions libérales - Officiers publics et ministériels Transfert de la circulation aérienne et maritime - Préparation des transferts prévus dans l'article 27 |                  | Fonctionnaire territorial Ancien directeur de cabinet de Philippe Gomès | Nouméa, Province Sud |
| Hélène Iekawé    | Météorologie |                  | Professeur en langues kanak                                             | Nouméa, Province Sud |

#### Membre démissionnaire
| Personnalité   | Secteurs de compétence                                                                                        | Autres fonctions | Profession                | Commune - Province   |
| -------------- | --- | --- | ------------------------- | -------------------- |
| Philippe Gomès | Procédure civile Transferts de la sécurité civile, du droit civil et commercial et des règles de l'état civil | Ancien Maire de La Foa (1989-2008) Ancien président de la Province Sud (2004-2009) Ancien Président du Gouvernement (2009-2011) | Fonctionnaire territorial | La Foa, Province Sud |

### Issue de la listeUNI
| Personnalité | Secteurs de compétence | Autres fonctions | Profession                                      | Commune - Province         |
| ------------ | --- | ---------------- | ----------------------------------------------- | -------------------------- |
| Déwé Gorodey | Culture - Condition féminine - Citoyenneté Coordination avec les Provinces - Suivi des décisions du Comité des signataires |                  | Enseignante, conteuse en langues kanak Écrivain | Ponérihouen, Province Nord |

## Pôles de compétences
Les neuf pôles de compétences établis pour la deuxième fois dans un but de symboliser : « la collégialité au quotidien et dans tous les secteurs », sont :
1. aménagement du territoire : Équipement et Infrastructures, Transports aérien domestique et international, terrestre et maritime, Sécurité routière, Mines, Schéma d'aménagement NC 2025, Énergie et Météorologie (Gilbert Tyuienon, Harold Martin, Sonia Backes et Hélène Iekawé) ;
2. administration, finances et nouvelles technologies : Fonction publique, Affaires administratives, Budget et Finances, Fiscalité, Économie numérique, Communication audiovisuelle et Commission du CSA-NC (Sonia Backes, Yvon Faua et Anthony Lecren) ;
3. enseignement, formation et éducation : Enseignement primaire, secondaire et supérieur, Recherche, Formation professionnelle, Jeunesse et Sports (Yvon Faua, Georges Mandaoué, Sonia Backes, Jean-Claude Briault et Anthony Lecren) ;
4. économique et social : Économie, Commerce extérieur, Développement durable, Douanes, Travail et emploi, Insertion professionnelle, Dialogue social, Agriculture, Élevage, Pêche et Suivi des questions d'Aménagement foncier (Anthony Lecren, Harold Martin, Jean-Claude Briault et Georges Mandaoué) ;
5. citoyenneté et questions de société : Identité kanak et Affaires coutumières, Culture, Condition féminine, Citoyenneté et Questions de société (Georges Mandaoué, Déwé Gorodey et Jean-Claude Briault) ;
6. actions sanitaires et sociales et solidarité : Santé, Protection sociale, Handicap et Solidarité, Suivi du Médipôle de Koutio et Questions liées au logement (Jean-Claude Briault et Anthony Lecren) ;
7. transferts de compétences : de l'enseignement, de l'ADRAF, de la sécurité civile, du droit civil et commercial, des règles de l'état civil et de la circulation aérienne et maritime et préparation des transferts prévus dans l'article 27 (Sonia Backes, Yvon Faua, Anthony Lecren, Philippe Gomès et Philippe Dunoyer) ;
8. relations extérieures : Francophonie et Relations extérieures (Harold Martin, Jean-Claude Briault et Georges Mandaoué) ;
9. relations intercollectivités : Coordination de la politique du gouvernement avec les Provinces, Coordination du suivi des décisions du Comité des signataires, Relations avec le Congrès, le Conseil économique et social, le Sénat coutumier et les communes (Gilbert Tyuienon, Harold Martin, Jean-Claude Briault, Georges Mandaoué, Déwé Gorodey et Anthony Lecren).